# Grace Zabriskie
Grace Zabriskie (ur. 17 maja 1941 w Nowym Orleanie) – amerykańska aktorka. W Polsce znana przede wszystkim z roli Sarah Palmer w serialu telewizyjnym Miasteczko Twin Peaks.

## Życiorys
Urodziła się w Nowym Orleanie w Luizjanie jako córka Marion Grace (z domu Zabriskie) i Rogera Thomasa „Toma” Caplingera. Jej matka miała pochodzenie polskie i była krewną Jakuba Zabriskiego, XIX-wiecznego przemysłowca kolejowego i pioniera Kalifornii. Dorastała we francuskiej dzielnicy Nowego Orleanu, gdzie jej ojciec założył dwie kawiarnie, z których jedna – gejowska Cafe Lafitte in Exile – była odwiedzana przez Tennessee Williamsa i Trumana Capote. Po studiach przeniosła się do Atlanty, gdzie występowała, malowała i czytała poezję w kawiarniach.
Po przeprowadzce do Hollywood, zadebiutowała na małym ekranie w roli wdowy Cummins w telewizyjnym dramacie przygodowym Walt Disney Productions The Million Dollar Dixie Deliverance (1978) u boku Brocka Petersa. Po raz pierwszy wystąpiła na kinowym ekranie jako żona Lema (Dennis Fimple) w komedii slapstickowej They Went That-A-Way & That-A-Way (1978) na podstawie scenariusza Tima Conwaya. Następnie zagrała rolę Linette Odum w dramacie Martina Ritta Norma Rae (1979) z Sally Field. W miniserialu ABC Na wschód od Edenu (East of Eden, 1981) według powieści Johna Steinbecka wystąpiła w roli matki Cathy Ames (Jane Seymour). W 1985 wystąpiła na scenie Center Theatre Group, Mark Taper Forum, TaperToo w Los Angeles jako Marks w przedstawieniu Talking With. W operze mydlanej NBC Santa Barbara (1985) przyjęła rolę Theda Bassett. W 1988 grała w trzech produkcjach off-Broadwayowskich: Zimny pot (Cold Sweat), Pavlovsky Marathon i Mennica angielska (English Mint). W serialu Davida Lyncha Miasteczko Twin Peaks (1989–1991) i kinowej wersji Twin Peaks: Ogniu krocz ze mną (1992) zagrała postać Sarah Palmer, matki Laury Palmer (Sheryl Lee).

## Wybrana filmografia
- 1979 – Norma Rae – Linette Odum
- 1981 – Na wschód od Edenu (miniserial) – Ames
- 1985 – Santa Barbara – Theda Bassett
- 1987 – Wielki luz – „Mama”
- 1989 – Narkotykowy kowboj – matka Boba
- 1990–1991 – Miasteczko Twin Peaks – Sarah Palmer
- 1990 – Dzikość serca – Juana Durango
- 1991 – Smażone zielone pomidory – Eva Bates
- 1991 – Moje własne Idaho – Alena
- 1992 – Twin Peaks: Ogniu krocz ze mną – Sarah Palmer
- 1993 – I kowbojki mogą marzyć – pani Hankshaw
- 1998 – Armageddon – Dottie
- 1999 – Diabli nadali – Veronica Olchin, matka Spence’a
- 2004 – The Grudge – Klątwa – Emma Williams
- 2006 – Inland Empire – polska sąsiadka
- 2006–2007 – Trzy na jednego – Lois Henrickson
- 2007 – Licencja na miłość – Grandma Jones
- 2009 – Synu, synu, cóżeś ty uczynił? – McCullam

## Gry komputerowe
- 2022: The Quarry – Eliza Vorez[9]